# Antwerpse Modeacademie

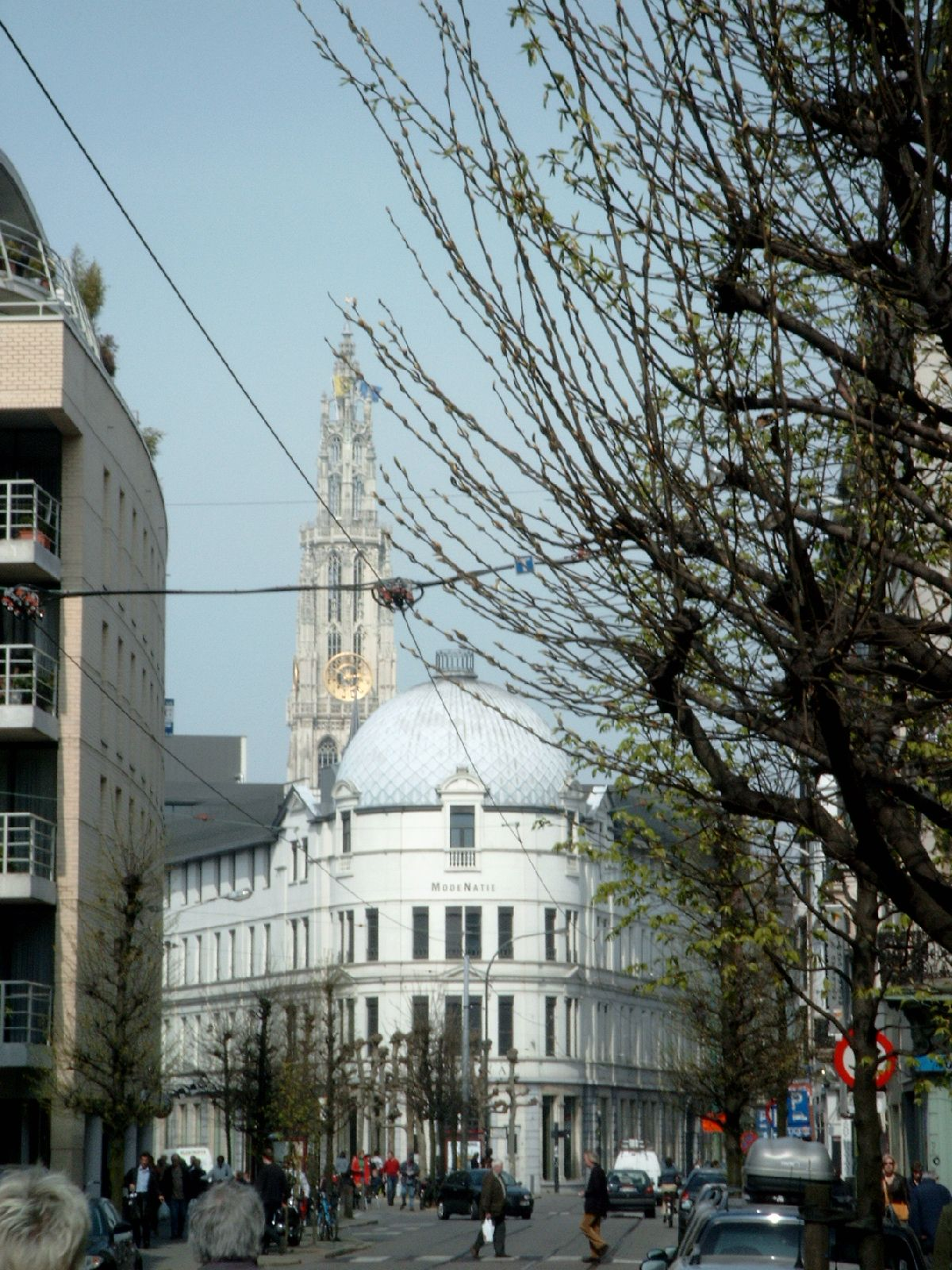
Modenatie, Nationalestraat te Antwerpen

De Antwerpse Modeacademie is de benaming van de opleiding Mode van de School of Arts Koninklijke Academie voor Schone Kunsten van AP Hogeschool Antwerpen en is gehuisvest in de Modenatie aan de Antwerpse Nationalestraat. 

## Situering
De Academie startte in 1963 te Antwerpen toen Mary Prijot een afdeling modetekenen oprichtte aan de Koninklijke Academie voor Schone Kunsten met o.a. Christophe Decarpentrie, Jo Wyckmans, Marthe van Leemput als een van de eerste studenten.  
In 2002 krijgt de opleiding een onderkomen in de Antwerpse Modenatie aan de Nationalestraat. In hetzelfde gebouw is het Flanders Fashion Institute en het Modemuseum gehuisvest.  In 2006 wordt Walter Van Beirendonck afdelingshoofd in opvolging van Linda Loppa. De Amerikaanse modeontwerper Brandon Wen volgde vanaf september 2022  Walter Van Beirendonck op als artistiek coördinator en lesgever. 

## Bekende alumni
- Linda Loppa
- Martin Margiela
- Antwerpse Zes
  - Walter Van Beirendonck
  - Dries Van Noten
  - Marina Yee
  - Dirk Van Saene
  - Dirk Bikkembergs
  - Ann Demeulemeester
- Tim Van Steenbergen
- Veronique Branquinho
- Raf Simons
- Kris Van Assche
- Bruno Pieters
- Cedric Jacquemyn
- Kaat Tilley

## Bestuur Modeacademie
| Start | Einde | Naam                   |
| ----- | ----- | ---------------------- |
|       | 2006  | Linda Loppa            |
| 2006  | 2022  | Walter Van Beirendonck |
| 2022  | Heden | Brandon Wen            |

## Onderwijsfilosofie
De Academie legt duidelijke accenten in de opleiding. Mode ziet men er niet als een kunst, maar als een vak dat op een artistieke manier wordt ingevuld. De internationale samenstelling van studenten met een mix van culturen wordt er als een rijkdom ervaren.

De gedegen opleiding kent een strenge toelatingsproef. Het op elkaar ingespeelde lerarenkorps is ook veeleisend op creatief gebied waarbij elk ontwerp becommentarieerd moet worden door de student.
De totale opleidingscyclus duurt vier jaar met voor elk jaar een andere invulling
- In het eerste jaar focust men op het ontwerpen van een rok en een jurk met als afsluiter een experimenteel ontwerp.
- In het tweede jaar staat er een historisch kostuum op het programma met daarbij het ontwerpen van vijf hedendaagse silhouetten.
- In het derde jaar vraagt men een etnisch kostuum met een eigen collectie van 8 silhouetten.
- De laatstejaars moeten tot een evenwichtige balans gekomen zijn in hun collectie.
- Het einde van het schooljaar wordt afgesloten met een eindejaarsdefilé, waar de studenten hun ontwerpen voorstellen aan een internationaal publiek uit de modewereld.

## Waardering
In 2015 werd De Antwerpse Modeacademie in de top drie van de beste modescholen geplaatst door de toonaangevende Britse website Business of Fashion.